# Креєшть (Адемуш, Муреш)
Креєшть, Креєшті (рум. Crăiești) — село у повіті Муреш в Румунії. Входить до складу комуни Адемуш.
Село розташоване на відстані 254 км на північний захід від Бухареста, 39 км на південний захід від Тиргу-Муреша, 70 км на південний схід від Клуж-Напоки, 130 км на північний захід від Брашова.

## Населення
За даними перепису населення 2002 року у селі проживали 1210 осіб.
Національний склад населення села:
| Національність | Кількість осіб | Відсоток |
| -------------- | -------------- | -------- |
| угорці         | 782            | 64,6%    |
| румуни         | 376            | 31,1%    |
| цигани         | 52             | 4,3%     |

Рідною мовою назвали:
| Мова      | Кількість осіб | Відсоток |
| --------- | -------------- | -------- |
| угорська  | 781            | 64,5%    |
| румунська | 414            | 34,2%    |
| циганська | 14             | 1,2%     |